# New Orleans (Rotterdam)
Il New Orleans è un grattacielo residenziale di Rotterdam, nei Paesi Bassi, che misura in altezza 163 metri (158,3 m al tetto). È l'edificio residenziale più alto del paese ed il secondo in assoluto.